# سیمون پونتگیا
سیمون پونتگیا (انگلیسی: Simone Pontiggia؛ زادهٔ ۲۷ آوریل ۱۹۹۳) بازیکن فوتبال اهل ایتالیا است.
وی همچنین در تیم ملی فوتبال Italy U20 Lega Pro بازی کرده‌است.